# Iljušin Il-10
Iljušin Il-10 Šturmovik je bil sovjetski oklopljeni enomotorni lovski bombnik. Razvil se je med II. svetovno vojno iz modela Il-2. Na Češkoslovaškem so ga po letu 1954 izdelovali pod imenom Avia B-33.
V primerjavi z Il-2 je bil Il-10 nekaj povsem drugega: bil je manjši in bolj čistih oblik, popolnoma kovinske konstrukcije in je imel močnejši motor AM-42 z 2000 KM. Sredi leta 1944 je stekla serijska proizvodnja in Il-10 se je že oktobra vključil v boje kot napadalno letalo. Oklep je varoval oba člana posadke, pred napadi lovskih letal s hrbta se je opazovalec-strelec branil z 20 mm topom. Največja hitrost letala je bila spoštovanja vredna, saj je Il-10 letel s hitrostjo 507 km/h. Ta letala so se v večjem številu udeležila zaključnih operacij sovjetske Rdeče armade proti koncu druge svetovne vojne.
Izdelovali so jih do leta 1954 in je ostal v sovjetski oborožitvi do leta 1956. V Sovjetski zvezi so jih izdeleli 14966, nato pa so preseli proizvodnjo v češko tovarno Avia, ki je izdelala še 7000 teh aparatov. Il-10 so uporabljale vse države Varšavskega pakta, veliko jih je letelo tudi v kitajskem letalstvu. Sodeloval je tudi v korejski vojni, vendar so njegovi najboljši časi že minili in jih je kar precej postalo lahek plen ameriških lovskih letal.

## Specifikacije
Značilnosti
- Posadka - 2, pilot in strelec
- Dolžina - 11,12 m
- Razpon kril - 13,40 m
- Višina - 4,10 m
- Površina kril - 30 m²
- Teža praznega letala - 4.675 kg
- Teža polnega letala - 6.345 kg
- Največja vzletna teža - 6.537 kg
- Motor -  Mikulin AM-42 z močjo 1.490 kw (2.000 KM)

Zmogljivosti
- Največja hitrost -  550 km/h na višini 2.700 m; 500 km/h pri tleh
- Doseg - 800 km
- Operativni vrhunec - 4.000 m

Oborožitev
- 2 × 23 mm Nudelman-Suranov top NS-23 s po 150 naboji
- 1 × mitraljez 12,7 mm UBST, 190 nabojev
- do 600 kg različnega bojnega tovora